# SsangYong Rodius/Stavic
{{Ficha de automóvil
| nombre         = SsangYong Rodius/Stavic
| imagen         = [[Archivo:00 SsangYong korando turismo 1.jpg|250px Vista exterior de un SsangYong Stavic 
| otros_nombres  = SsangYong Stavic
SsangYong Rodius
| fabricante     = SsangYong Motor Company
| empresa_matriz = 
| período        = 2004-presente
| fábrica        = 
| predecesor     = 
| sucesor        = 
| tipo           = Monovolumen Station Wagon
| segmento       = 
| carrocería     = 
| configuración  = cinco puertas, motor frontal
| dimensiones    = 5125 x 1915 x 1840 mm
| peso           = 2.219 kg 
| relacionado    = Mercedes-Benz Viano
Mercedes-Benz Vito
| rival          = Chrysler Grand Voyager 
 Volkswagen Transporter
 Renault Espace
| diseñador      = 
}}
El SsangYong Stavic es un monovolumen/SUV producido a partir de 2004 por el fabricante coreano de automóviles SsangYong Motor Company. Y fue considerado extraño por su forma que parecía un auto de funeraria en vez de un auto familiar y recibió muchas críticas negativas y también es difícil de estacionar. Y lo remodelaron en 2013 y 2014

## Descripción
Está disponible en versiones de 7, 9 y 11 asientos (3 o 4 filas). En Hong Kong también hay una versión de 5 asientos. La segunda y tercera fila de asientos se pueden plegar para actuar como mesa o doblar más aún (doble plegado) para añadir espacio de carga adicional. También pueden girarse para enfrentar las caras de los pasajeros. En 2008 recibió retoques.

## Prestaciones
El Rodius cuenta con un único motor Mercedes-Benz, de 2,7 L y 165 CV de potencia máxima. La estructura está basada en el SsangYong Musso (un todoterreno). Su velocidad máxima es de 181 km/h y 342 Nm. El depósito de combustible carga 80 L, lo que permite una autonomía de más de 700 km. Acelera de 0 a 100 km/h en 12,9 segundos y su potencia máxima se consigue a 4000 rpm.
Es posible elegir entre la transmisión manual (en la versión más económica) o la automática, ambas de 5 velocidades. La tracción es  trasera, excepto en el caso de la versión Rodius Limited AWD, que cuenta con total y caja reductora.
Viene en cuatro niveles de acabados: básico, Premium, Limited y Limited AWD en orden creciente de equipamiento. Todos vienen de fábrica con algunos elementos como faros antiniebla, EBD, llantas de aleación de 16 pulgadas, rueda de repuesto, etc. Las versiones Limited y Limited AWD añaden de serie otros elementos como control de estabilidad (ESP), control antivuelco (ARP), control de tracción (TCS), control de aparcamiento trasero (PAS), entre otros. El único elemento opcional es pintura metalizada. La parte delantera es redondeada mientras que la trasera es cuadrada. Posee un alerón sobre el portón con una tercera luz de freno.
Su volante es igual al del Actyon. Posee airbag delanteros, airbags laterales o en los asientos posteriores. La ?arte ? delantera es redondeada mientras que la trasera es cuadrada. Posee un alerón sobre el portón con una tercera luz de freno.
El maletero tiene una capacidad de 841 litros, si se retrasa la tercera fila de asientos. Si se abate, el espacio puede aumentar hasta 1.541 litros. El maletero viene además equipado con toma corriente y dos ganchos de sujeción.
Su precio de mercado es inferior al de otros coches de su clase, como el Chrysler Grand Voyager y el Renault Espace, a excepción del Volkswagen Transporter Chasis Largo de 140 CV (que también tiene capacidad para más pasajeros). El rediseño del Rodius de 2007 incluyó detalles en el equipamiento (como la inclusión de una conexión infrarroja inalámbrica Bluetooth para el teléfono móvil y un reproductor de DVD para plazas traseras) y el aspecto, pero no en las líneas generales exteriores.
Como desventajas se remarca el largo del vehículo (más de 5m) que hacen que sea difícil conseguir donde estacionarlo, mientras que el diseño exterior ha recibido muchas críticas.

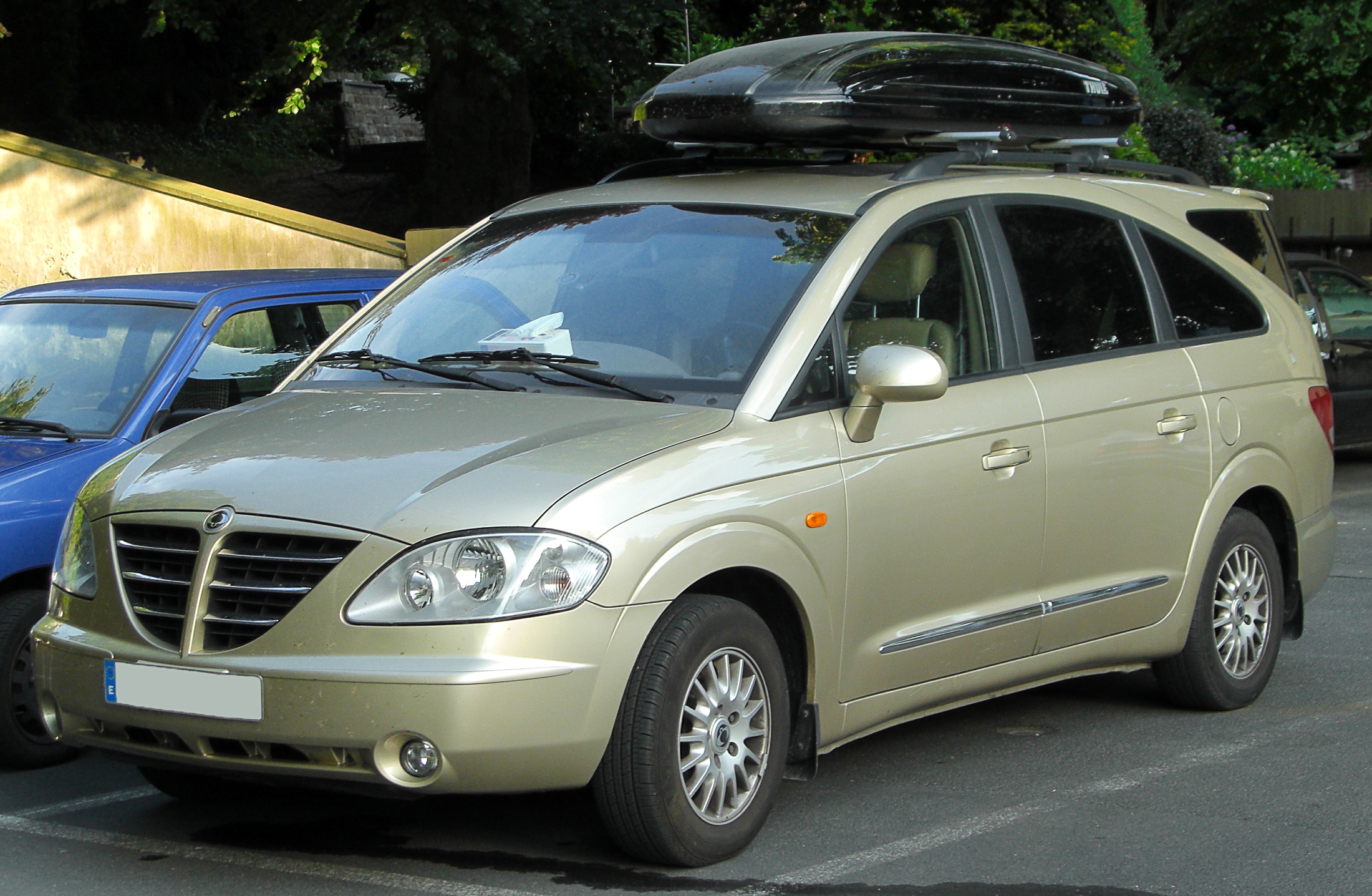
Rodius antes de los retoques.
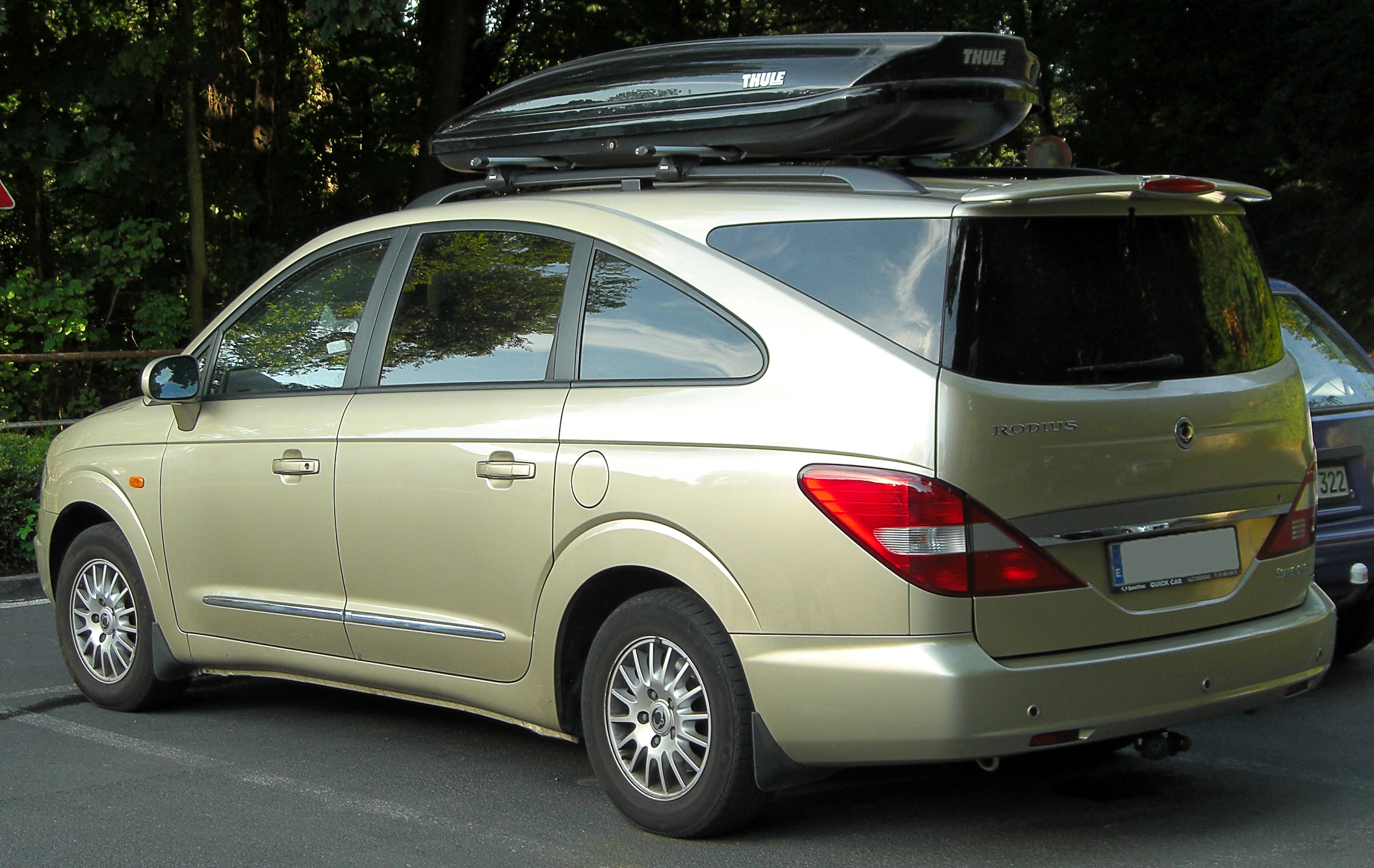
SsangYong Rodius 270 XDi.
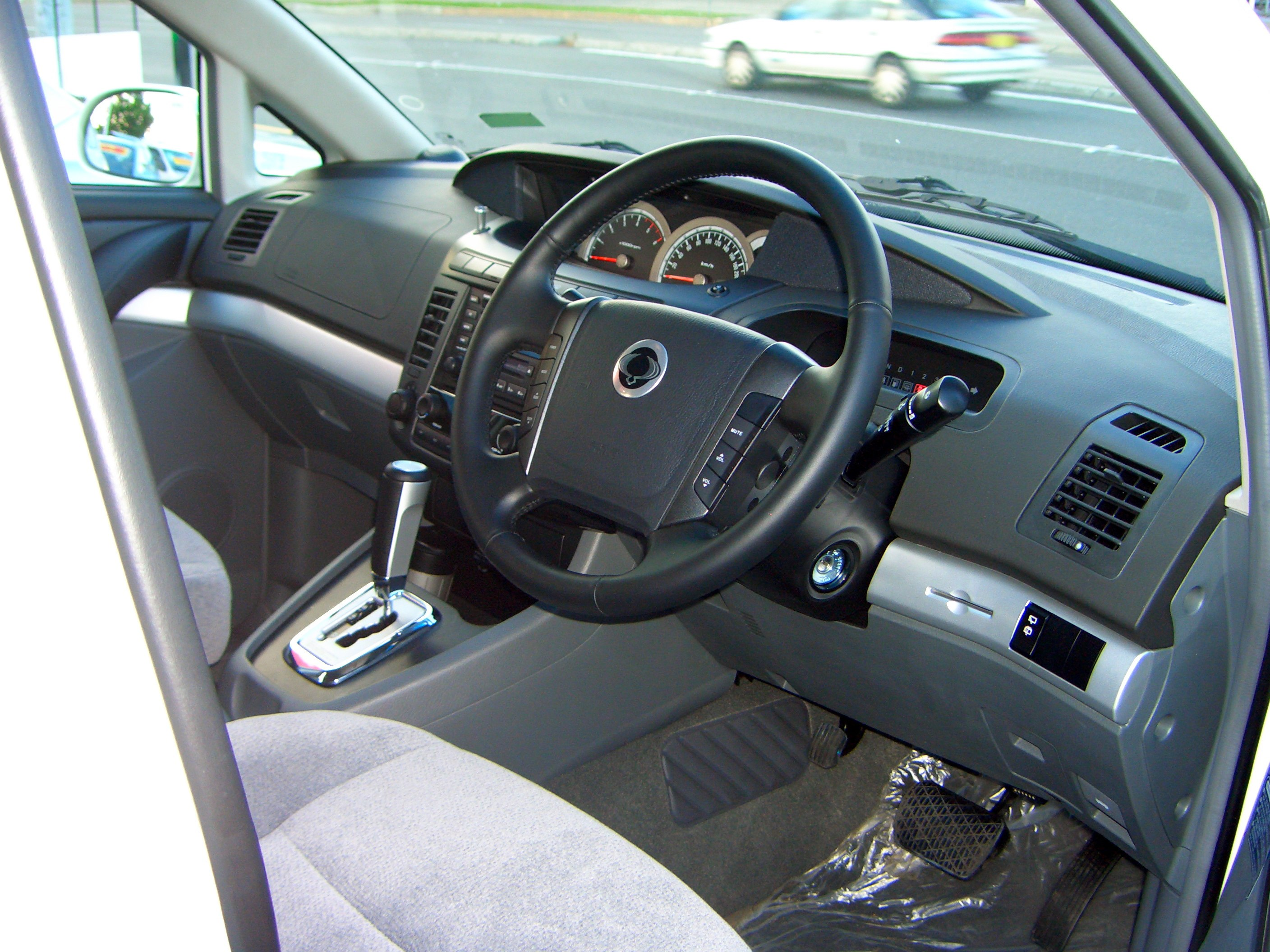
Interior de un SsangYong Stavic de 2004.